# Premi Màquina del Temps
El Premi Màquina del Temps és un premi que atorga el Festival Internacional de Cinema de Catalunya en reconeixement d'una carrera prolífica a actors, directors, personalitats cinematogràfiques o institucions que han tingut a més una relació especial amb el festival i especialment del gènere fantàstic. S'atorga des de l'edició 1992.
Sol fer lliurament d'aquest premi el director del festival a l'Auditori, punt neuràlgic del festival a l'Hotel Melià Sitges.

## Guanyadors
| Edició | Premiat                                               | Premiat                |        |
| ------ | ----------------------------------------------------- | ---------------------- | ------ |
| 1992   |                                                       | Sam Raimi              | [ 1 ]  |
| 1993   |                                                       | Don Bluth              | [ 2 ]  |
| 1994   |                                                       | Saul Bass              | [ 3 ]  |
| 1995   |                                                       | Ray Harryhausen        | [ 4 ]  |
| 1996   |                                                       | Quentin Tarantino      | [ 5 ]  |
| 1997   |                                                       | Douglas Trumbull       | [ 6 ]  |
| 1998   |                                                       | Roger Corman           | [ 7 ]  |
| 1999   |                                                       | Dario Argento          | [ 8 ]  |
| 2000   |                                                       | Terry Gilliam          | [ 9 ]  |
| 2001   |                                                       | Peter Greenaway        | [ 10 ] |
| 2002   |                                                       | David Cronenberg       | [ 11 ] |
| 2002   |                                                       | Guillermo del Toro     | [ 12 ] |
| 2003   |                                                       | Brian Yuzna            | [ 13 ] |
| 2003   | Tobe Hooper                                           |                        |        |
| 2003   | Stuart Gordon                                         |                        |        |
| 2003   | Takashi Miike                                         |                        |        |
| 2003   | Stan Winston                                          |                        |        |
| 2004   |                                                       | John Landis            | [ 14 ] |
| 2004   |                                                       | Paul Naschy            | [ 15 ] |
| 2004   | Joel Schumacher                                       |                        |        |
| 2005   |                                                       | Álex de la Iglesia     | [ 16 ] |
| 2005   |                                                       | Johnnie To             | [ 17 ] |
| 2005   | Bill Plympton                                         |                        |        |
| 2005   | Lisa Henson                                           |                        |        |
| 2005   | Joe Alves, Carl Gottlieb i Greg Nicotero (Jaws Crew). |                        |        |
| 2006   |                                                       | Alejandro Amenabar     | [ 18 ] |
| 2006   |                                                       | Alejandro Jodorowsky   | [ 19 ] |
| 2006   | Howard Berger                                         |                        |        |
| 2006   | Kiyoshi Kurosawa                                      |                        |        |
| 2007   |                                                       | Alex Proyas            | [ 20 ] |
| 2007   |                                                       | Jesús Franco Manera    | [ 21 ] |
| 2007   |                                                       | Robert Englund         | [ 22 ] |
| 2007   |                                                       | William Friedkin       | [ 23 ] |
| 2007   | Syd Mead                                              |                        |        |
| 2008   |                                                       | Abel Ferrara           | [ 24 ] |
| 2008   |                                                       | John Carpenter         | [ 25 ] |
| 2008   | Charlie Kaufman                                       |                        |        |
| 2008   | Lloyd Kaufman                                         |                        |        |
| 2008   |                                                       | Nicholas Meyer         | [ 26 ] |
| 2009   |                                                       | Ivan Reitman           | [ 27 ] |
| 2009   |                                                       | Walter Hill            | [ 28 ] |
| 2009   |                                                       | Park Chan-wook         | [ 29 ] |
| 2009   | Clive Barker                                          |                        |        |
| 2009   |                                                       | Shinya Tsukamoto       | [ 30 ] |
| 2009   |                                                       | Herschell Gordon Lewis | [ 31 ] |
| 2010   |                                                       | Rebecca De Mornay      | [ 32 ] |
| 2010   |                                                       | Joe Dante              | [ 33 ] |
| 2010   |                                                       | Tom Savini             | [ 34 ] |
| 2010   |                                                       | Kim Ji-Woon            | [ 35 ] |
| 2010   | Richard Kelly                                         |                        |        |
| 2010   | Mick Garris                                           |                        |        |
| 2011   |                                                       | Jaume Balagueró        | [ 36 ] |
| 2011   |                                                       | Michael Biehn          | [ 37 ] |
| 2011   |                                                       | Michael Ironside       | [ 38 ] |
| 2011   |                                                       | Tony Ching             | [ 39 ] |
| 2012   |                                                       | Elijah Wood            | [ 40 ] |
| 2012   |                                                       | Don Coscarelli         | [ 41 ] |
| 2012   | William Lustig                                        |                        |        |
| 2012   |                                                       | Barbara Steele         | [ 42 ] |
| 2013   |                                                       | Charles Dance          | [ 43 ] |
| 2013   |                                                       | Pino Donaggio          | [ 44 ] |
| 2013   |                                                       | Alex van Warmerdam     | [ 45 ] |
| 2014   |                                                       | Franco Nero            | [ 46 ] |
| 2014   |                                                       | Dick Miller            | [ 47 ] |
| 2015   |                                                       | Terry Jones            | [ 48 ] |
| 2015   |                                                       | Nicolas Winding Refn   | [ 49 ] |
| 2015   |                                                       | Andrzej Żuławski       | [ 50 ] |
| 2015   |                                                       | Sion Sono              | [ 51 ] |
| 2015   |                                                       | Rick Baker             | [ 52 ] |
| 2016   |                                                       | Dolph Lundgren         | [ 53 ] |
| 2016   |                                                       | Bruce Campbell         | [ 54 ] |
| 2016   |                                                       | Barbara Crampton       | [ 55 ] |
| 2016   |                                                       | Paul Schrader          | [ 56 ] |
| 2017   |                                                       | Santiago Segura        | [ 57 ] |
| 2017   |                                                       | Kornél Mundruczó       | [ 58 ] |
| 2018   |                                                       | Ron Perlman            | [ 59 ] |
| 2018   |                                                       | Pam Grier              | [ 60 ] |
| 2018   |                                                       | Josie Ho               | [ 61 ] |
| 2019   |                                                       | Patrick Wilson         | [ 62 ] |
| 2019   |                                                       | Maribel Verdú          | [ 63 ] |
| 2019   | Javier Botet López                                    |                        |        |
| 2019   |                                                       | Charles Band           | [ 64 ] |
| 2021   |                                                       | Alice Krige            | [ 65 ] |
| 2021   |                                                       | Nick Antosca           | [ 66 ] |
| 2021   |                                                       | Neill Blomkamp         | [ 67 ] |
| 2022   |                                                       | Ti West                | [ 68 ] |
| 2022   |                                                       | Quentin Dupieux        | [ 69 ] |
| 2023   |                                                       | Juan Antonio Bayona    | [ 70 ] |
| 2023   |                                                       | Hideo Nakata           | [ 71 ] |
| 2023   |                                                       | Lee Unkrich            | [ 71 ] |
| 2024   |                                                       | Alexandre Aja          | [ 72 ] |
| 2024   |                                                       | Nick Frost             | [ 73 ] |
| 2024   | Mike Flanagan                                         |                        |        |
| 2024   | Corey Feldman                                         |                        |        |
| 2024   | Heather Langenkamp                                    |                        |        |
| 2024   | Fred Dekker                                           |                        |        |
| 2024   | Ovidio G. Assonitis                                   |                        |        |
| 2024   | Giancarlo Esposito                                    |                        |        |